# Silvía Nótt
Silvía Nótt Sæmundsdóttir (tudi Silvia Night; rojena kot Ágústa Eva Erlendsdóttir), islandska pevka, * 28. julij 1982, Reykjavík, Islandija.
Na nacionalnem izboru za pesem Evrovizije je Silvía zmagala z znatno prednostjo, saj je prejela 70-odstotkov od malone 120.000 glasov. V izvirniku ima pesem naslov Til hamingju Ísland, vendar jo je na Evrosongu 2006 zapela v angleščini (angleški naslov je Congratulations).
Silvía Nótt je v bistvu fiktivna osebnost, ki jo je Ágústa Eva Erlendsdóttir ves čas bivanja v Atenah le igrala. S svojo provokativnostjo, nadutostjo in pretirano vasezagledanostjo je izzvala zgražanja s strani novinarjev in občinstva, ker so njeno obnašanje razumeli kot realno. Po polfinalnem nastopu jo je občistvo Evrosonga zato tudi izžvižgalo, poslušalci pa je niso izglasovali v finale. Njena pesem je v polfinalu pristala na trinajstem mestu in tako zgrešila uvrstitev v finale za tri mesta. 